# Promises (Band)
Promises war eine in Thousand Oaks, Kalifornien gegründete Popgruppe.

## Biografie
Die Band Promises bestand aus den drei Geschwistern Leslie Maria Knauer (* 20. August 1957 in Vancouver, Gesang), Jed Knauer (* 17. Juli 1955 in Toronto, Gitarre, Piano) und Benny (Benjamin) Knauer (* 21. Oktober 1958 in Vancouver, Keyboards, Gesang). Ihr Vater, Peter Knauer, wurde in Hamburg geboren und zog Ende der 1960er Jahre mit seinen Kindern von Kanada nach Kalifornien. Er war Manager der Gruppe und spielte Keyboards.
Im Februar 1979 hatte die Familienband mit der Single Baby It’s You ihren einzigen großen Hit. Das Lied erreichte Platz 4 der deutschen Hitparade, Platz 11 in der Schweiz und Platz 20 in den Niederlanden. In Australien und Neuseeland stieg es bis auf den ersten Platz. Das vom kalifornischen Produzenten Steve Verroca aufgenommene Album Promises war ebenfalls recht erfolgreich. Die zweite Singleauskopplung Let’s Get Back Together belegte allerdings nur noch Platz 18 der deutschen Charts.
Leslie Knauer (später Knauer-Wasser) wurde später Mitglied bei den Gruppen Precious Metal und Kanary und sang zwei Lieder für den Dennis-Hopper-Film Choke.

## Diskografie

### Alben
- 1978: Promises
- 1979: Real to Real

### Singles
- 1976: The Old Fashioned Way
- 1978: Who’s Given It to Ya
- 1978: Baby It’s You
- 1979: Let’s Get Back Together
- 1979: Ooh, Baby I Like It
- 1979: Radio’s On